# Pištec bělohlavý
Pištec bělohlavý (Mohoua albicilla) je středně velký, světle zbarvený lesní druh pěvce z čeledi Mohouidae, který se endemicky vyskytuje na Severním ostrově Nového Zélandu. V minulosti byl hojně rozšířen po celém Severním ostrově, avšak po zániku nížinatých pralesů se jeho výskyt soustřeďuje do souvislých lesních celků Severního ostrova a na menší ostrovy bez výskytu invazivních savčích predátorů jako jsou Kapiti, Malý bezbariérový ostrov nebo Tiritiri Matangi.  

## Systematika
Druh poprvé popsal francouzský přírodovědec René Lesson v roce 1830 na základě exemplářů z Bay of Islands ulovených během plavby francouzské průzkumné lodi Coquille v dubnu roku 1824. Lesson druh pojmenoval jako Fringilla albicilla. Moderní taxonomie pištce bělohlavého považuje za jednoho ze tří zástupců rodu Mohoua, který je jediným rodem jedné z několika čistě novozélandských endemických ptačích čeledi Mohouidae. Vedle genetické příbuznosti spojuje novozélandské pištce rodu Mohoua to, že jsou jedinými hosty novozélandského obligátního parazita, endemické kukačky dlouhoocasé (Eudynamys taitensis). Maorský název druhu zní pōpokotea.

## Výskyt
Druh se vyskytuje pouze na novozélandském Severním ostrově a jeho přilehlých menších ostrůvcích. Na Severním ostrově se jeho populace soustřeďuje hlavně na jih od Hamiltonu, v aucklandském regionu a v Northlandu se nevyskytuje vůbec. Pištec bělohlavý je velmi hojný hlavně v místech bez invazivních predátorů. K těmto oblastem patří některé bezpredátorové ostrovy (Kapiti, Malý bariérový ostrov nebo Tiritiri Matangi) a oblasti Severního ostrova, kde dochází k intenzivní kontrole predátorů.
Stanoviště druhu tvoří hlavně rozlehlejší lesní celky do nadmořské výšky 1400 m n. m. Vedle starších velkých pabukových lesů vyhledávají i menší manukové porosty. Mohou obývat i vzrostlý sekundární les s nepůvodní výsadbou, kterou typicky představuje borovice.

## Popis

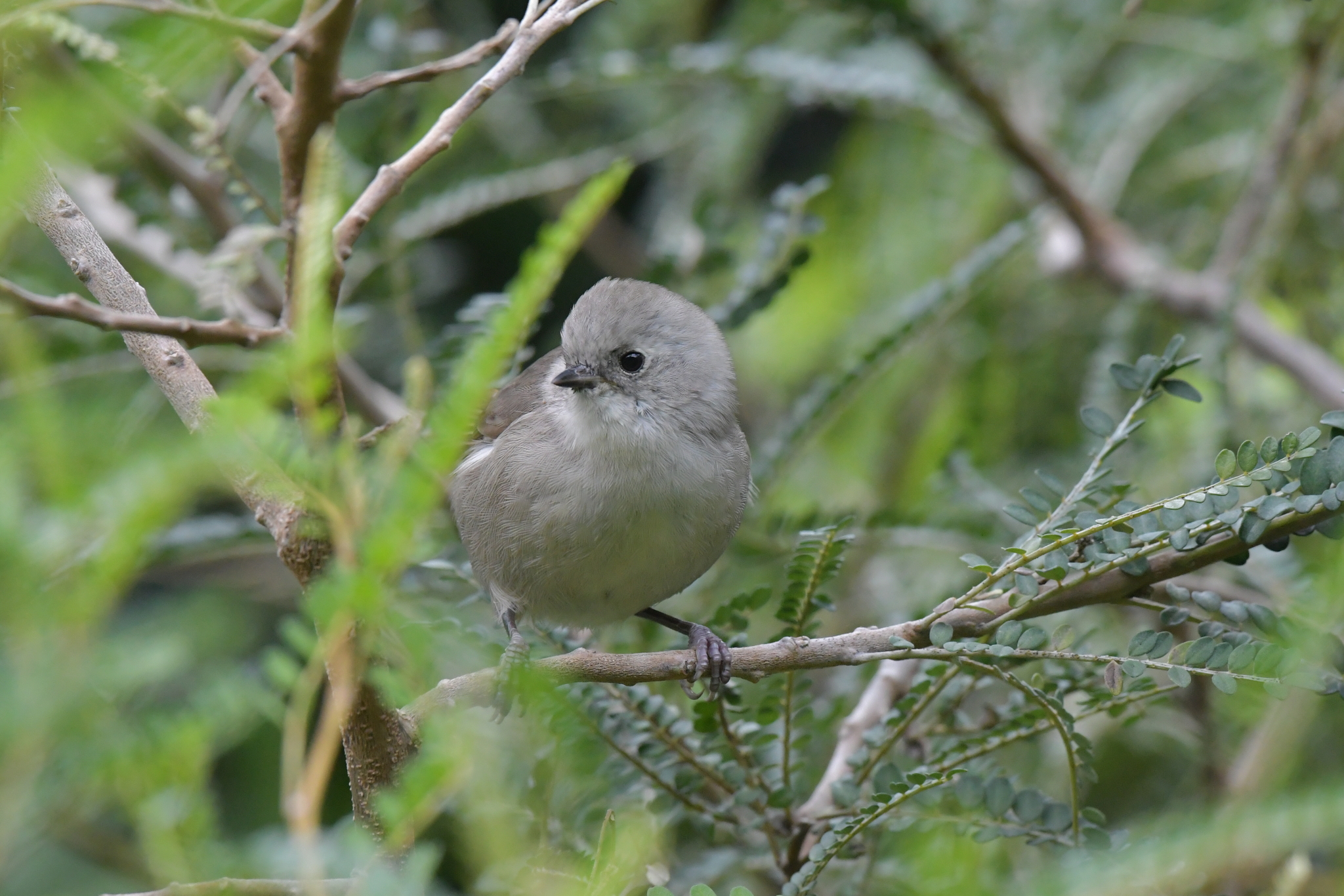
Pištec bělohlavý

Tento středně velký pěvec dosahuje délky těla kolem 15 cm. Samice váží kolem 18,5 g, samec 14,5 g. Samec má bílou hlavu, šíji, krk, hruď, břicho a spodní krovky ocasní. Boky jsou světlounce nahnědlé. Svrchní strana těla (hřbet, křídla, horní krovky ocasní) jsou světle hnědé s občasnou žlutou v oblasti ocasu. Samice a nedospělý jedinec mají podobné zbarvení s tím rozdílem, že jejich korunka a šíje jsou nahnědlé. Zobák je černý, stejně jako duhovky a nohy.

## Biologie
Mimo hnízdění se sdružují do menších hejn o desítkách jedinců, které spolu popolétávají lesem, ve kterém se krmí. Hejna se přitom mohou volně mísit s některými jinými novozélandskými pěvci jako je střízlíkovec novozélandský (Gerygone igata), kruhoočko australopacifické (Zosterops lateralis) nebo pávík popelavý (Rhipidura fuliginosa). Počátkem jara dochází k rozpadu těchto hejn do dvojic nebo menších rodinných skupinek a nastává doba hnízdění.
Živí se hlavně bezobratlými živočichy (pavouky, brouky, housenkami, můrami), jídelníček doplňuje ovocem. Bezobratlé sbírá ze spodní strany listů a pod kůrou stromů. Pištec bělohlavý je velmi vokální pták, jehož zpěvný repertoár zahrnuje řadu různých, líbezně znějících švitořivých zvuků.

### Hnízdění

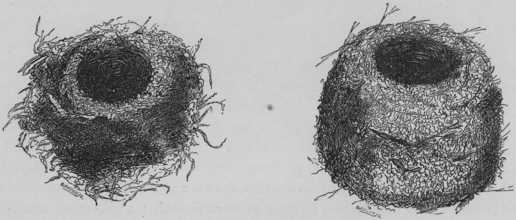
Náčrtek pištcova hnízda ve tvaru hlubokého šálku

Jedná se o teritoriální ptáky, kteří si v malých rodinných skupinkách do 8 jedinců začnou vyhrazovat teritoria již koncem zimy. Nejsou nicméně příliš agresivní a vetřelce nechají se přiblížit až těsně k hnízdu bez zjevné agresivity. Rodinné skupinky typicky tvoří dominantní pár s potomky z předešlých hnízdních sezón (tzv. pomocníci), případně samec s dominantní a subdominantní samicí. Hnízdo ve tvaru hlubokého šálku s vystýlkou z jemných částí rostlin v husté koruně stromů 1–15 m nad zemí staví pouze dominantní samice ze skupiny. Ke stavbě hnízda dochází někdy kolem počátku září. Snášení vajec probíhá od konce září do konce prosince, nejčastěji od poloviny říjny do poloviny listopadu. Samice klade 2–4 vejce o rozměrech 20×15 mm ve 24 hodinových intervalech. Vejce jsou bílá s oranžovohnědými skvrnkami. Inkubuje pouze samice po dobu kolem 18 dní. Vylíhlá ptáčata zahřívá hlavně samice, zatímco samec spolu s pomocníky obstarávají potravu. Po cca 17 dnech ptáčata vylétávají z hnízda, avšak jsou nadále krmena oběma rodiči po dalších 10 dnů. Po této době si začínají potravu shánět sama, avšak příležitostně nadále žebrají u rodičů o jídlo až do věku 9 měsíců. Mladí jedinci mohou zahnízdit již v prvním roce života, avšak hlavně v hustě osídlených oblastech dochází k prvnímu hnízdění až později a mladí pištci pomáhají jako pomocníci, než sami zahnízdí. V případě zániku snůšky mohou ten samý rok znovu zahnízdit. PIštec bělohlavý typicky klade jen jednu snůšku ročně, avšak může naklást i dvě. V případě dvou snůšek je pár pištců více závislý na pomocnících.

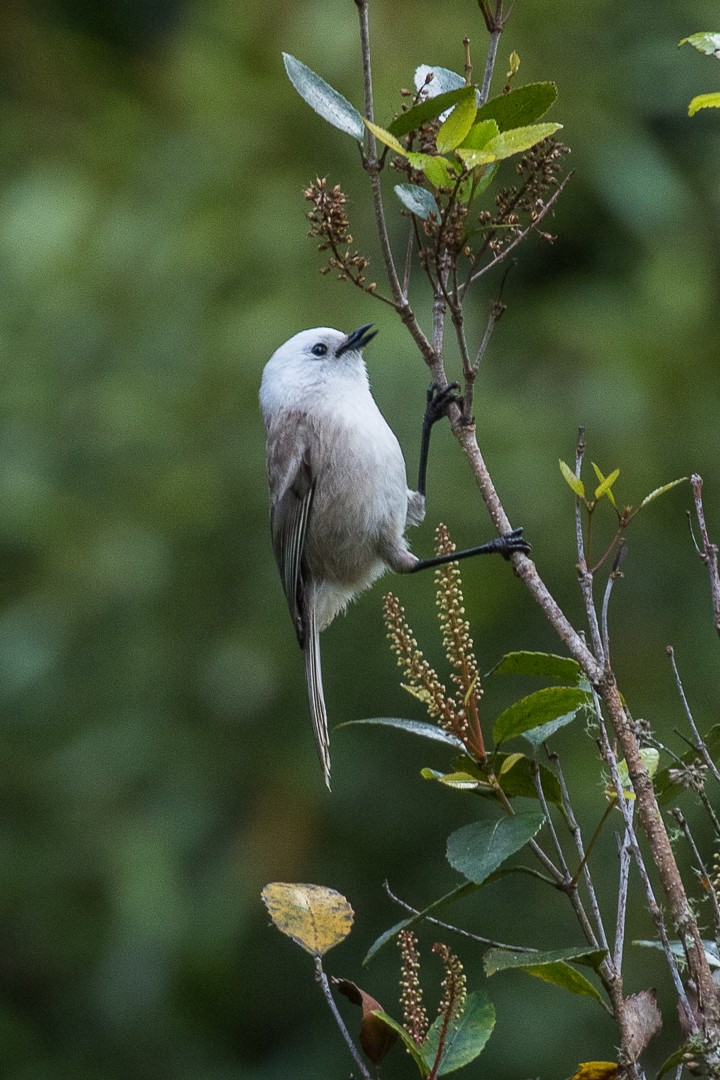
Pištec bělohlavý na větévce stromu

Pištec bělohlavý představuje jednoho z hlavních hostů parazitické kukačky dlouhoocasé. Kukačka může do hnízda pištců bělohlavých naklást své vejce, které inkubuje samice pištce. Mládě kukačky bývá podstatně větší než mládě pištců, takže brzy vytlačí ptáčata pištců z hnízda, takže mladá kukačka je nakonec jediným vyvedeným mládětem ze snůšky.

## Ohrožení a ochrana
Pištec bělohlavý byl původně hojně rozšířen po zalesněných oblastech Severního ostrova Nového Zélandu, o čemž svědčí řada subfosilních nálezů. V 70. letech 19. století však druh kompletně vymizel z Northlandu, v 80. letech 20. století z oblasti Aucklandu a od 50 let. 20. století vyhynul na Velkém bariérovém ostrově a ostrově Rakitu. Za hlavní příčinu jejich vymizení lze považovat dramatický úbytek nížinatých lesů, který následoval po expanzi evropské kolonizace v 19. století. Pištci bělohlaví jsou jen velmi špatní letci a dost dobře nedokáží přelétávat otevřená prostranství mezi lesními fragmenty. Neschopnost samostatného znovuosídlení osamocených lesních celků hraje v jejich neprospěch. Za jejich úbytkem stála i predace invazivních druhů savců jako jsou krysy obecné a hranostajové, kteří byli na Nový Zéland dovlečeni s evropskými kolonizátory. Pištec bělohlavý nicméně nehnízdí ve stromových dutinách jako jeho úzce příbuzný pištec žlutý (Mohoua ochrocephala), což patrně napomohlo k tomu, že populace pištce bělohlavého nezaznamenala tak drastický úbytek následkem predace, jako tomu nastalo u pištce žlutého.
Jedněmi z oblastí, ve kterých se pištcům bělohlavým podařilo přežít v poměrně hojných počtech, jsou Malý bezbariérový ostrov a ostrov Kapiti. Populace z těchto ostrovů v pozdějších letech sloužily jako zdroj jedinců pro translokace. Těch bylo do roku 2013 evidováno hned 13. Translokace části populace do nových míst, odkud ptáci kdysi vyhnuli, jsou běžným nástrojem novozélandských ochranářů pro obnovu přirozených stanovišť a zvýšení šancí druhu na přežití. Z lokací, kam byli pištci bělohlaví translokování, lze zmínit ostrov Mana (2010), Tiritiri Matangi (1989, 1990), rezervace Karori Wildlife Sanctuary ve Wellingtonu (2001, 2002) nebo pohoří Hunua (2003). Úspěšnost uchycení nových populací je přitom extrémně vysoká a patří k nejvyšším v rámci novozélandských ptačích endemitních druhů (v roce 2013 reportována úspěšnost 86 %). Založení populace pištců na Tiritiri Matangi bylo úspěšné natolik, že zdejší populace později sloužila jako zdroj pro další translokace. I přes nejasnou velikost populace hodnotí Mezinárodní svaz ochrany přírody pištce bělohlavého jako málo dotčený se stabilní populací.